# میسی گودوین
میسی گودوین (انگلیسی: Missy Goodwin؛ زادهٔ ۲۷ ژانویهٔ ۲۰۰۳) بازیکن فوتبال اهل انگلستان است که در پست مهاجم برای باشگاه لسترسیتی در سوپر لیگ زنان انگلستان بازی می‌کند.
وی همچنین در تیم‌های ملی فوتبال زیر ۱۷ سال زنان انگلستان, زیر ۱۹ سال زنان انگلستان، و زیر ۲۳ سال زنان انگلستان بازی کرده است.